# Годовица
Годовица (укр. Годовиця) — село в Сокольниковской сельской общине Львовского района Львовской области Украины.

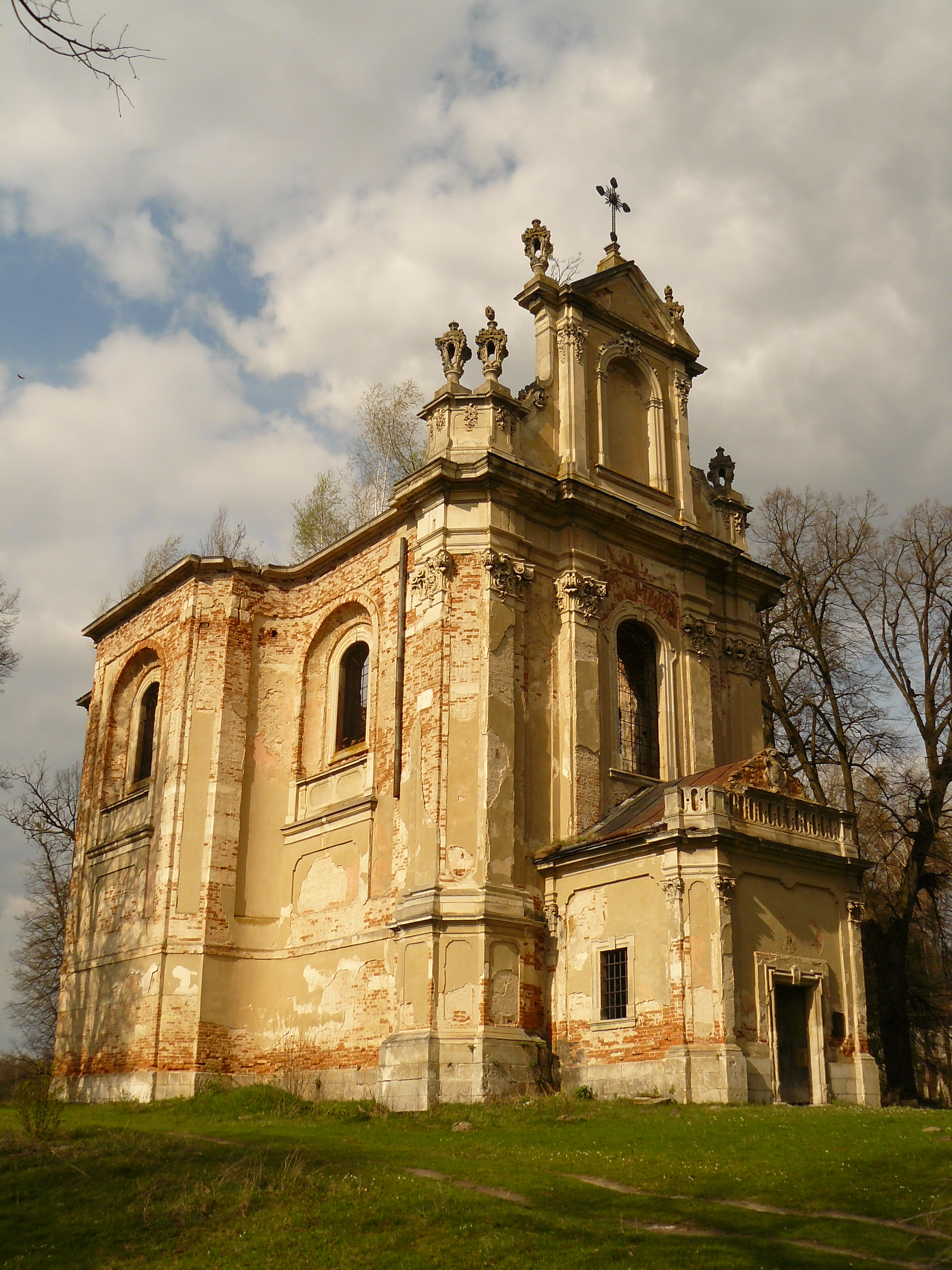
Церковь всех святых

Население по переписи 2001 года составляло 877 человек. Занимает площадь 3,2 км². Почтовый индекс — 81105. Телефонный код — 3230.